# Tomáš Rigo
Tomáš Rigo, né le 3 juillet 2002 à Poprad en Slovaquie, est un footballeur international slovaque qui évolue au poste de milieu central au Baník Ostrava.

## Biographie

### En club
Né à Poprad en Slovaquie, Tomáš Rigo commence le football dans deux clubs de sa ville natale, le FAM Poprad et le FK Poprad (en). Il est ensuite formé par le Tatran Prešov et le MFK Ružomberok avant de rejoindre en 2018 le Slavia Prague, où il termine sa formation. Il joue son premier match en professionnel avec ce club, le 10 décembre 2020, lors d'une rencontre de Ligue Europa 2020-2021 face au Bayer Leverkusen. Il entre en jeu à la place de Ondřej Lingr et son équipe est battue par quatre buts à zéro.
Le 28 juin 2023, Tomáš Rigo rejoint le Baník Ostrava pour un contrat de trois ans, soit jusqu'en juin 2026, avec deux années supplémentaires en option.
Rigo marque son premier but pour le Baník Ostrava le 23 septembre 2023, lors d'une rencontre de championnat face au FC Zlín. Titulaire, il participe à la victoire de son équipe par cinq buts à un. Il marque un nouveau but le 17 décembre 2023, lors d'une rencontre de championnat face au SK Slavia Prague. Il est titularisé mais ne peut empêcher la défaite de son équipe (2-3 score final).

### En sélection
Tomáš Rigo représente la Slovaquie en sélection, il débute avec les moins de 18 ans, jouant un match amical contre l'Espagne le 28 janvier 2020 en étant titularisé (défaite 2-0 des SLovaques).
En mars 2024, Tomáš Rigo est convoqué pour la première fois avec l'équipe nationale de Slovaquie par le sélectionneur Francesco Calzona. Il ne joue toutefois aucun match lors de ce rassemblement. Il finalement honore sa première sélection le 5 juin 2024, lors d'un match contre  Saint-Marin. Il est titularisé et se fait remarquer en marquant également son premier but en sélection, participant ainsi à la victoire de son équipe par son équipe sur le score de quatre buts à zéro,.
Le 7 juin 2024, il figure dans la liste des 26 joueurs slovaques retenus par Francesco Calzona pour participer à l'Euro 2024.